# Rostki (powiat makowski)
Rostki (do 1996 Rostki Strużne) – wieś sołecka w Polsce położona w województwie mazowieckim, w powiecie makowskim, w gminie Szelków. 
Według administracji kościelnej miejscowość należy do parafii Szelków.
W latach 1975–1998 miejscowość należała administracyjnie do województwa ostrołęckiego.